# M. M. Warburg & CO
Die M. M. Warburg & CO (Eigenschreibweise: M.M.Warburg & CO ohne Leerzeichen zwischen M.M.),
kurz auch Warburg-Bank genannt, ist eine 1798 in Altona von den Brüdern Moses Marcus Warburg und Gerson Warburg aus der deutsch-jüdischen Bankiersdynastie Warburg gegründete unabhängige Privatbank. M. M. Warburg erlangte im Verlauf seiner Geschichte erhebliche Bedeutung für die nationalen und internationalen Kapitalmärkte und ist auch heute noch eine der größten Banken Deutschlands in Privatbesitz. Mehr als 80 % der Gesellschafteranteile gehören den Familien von Max M. Warburg Jr. und Christian Olearius.
Ab 2016 war die Bank in einen Skandal mit illegalen Steuergutschriften verwickelt, der zu einem Rückzug der Eigentümerfamilien aus dem Management führte. Im Zuge der Aufarbeitung wurden hochrangige Mitarbeiter der Bank zu hohen Haftstrafen verurteilt, der ehemaligen Generalbevollmächtigte der Bank, Christian Schmid zu fünf Jahren und sechs Monaten, Marcus Hagel zu vier Jahren und Martin Dörscher zu einem Jahr und neun Monaten.

## Unternehmensprofil
Das Bankhaus M. M. Warburg & CO hat seinen Hauptsitz in Hamburg und unterhält mehrere Geschäftsstellen in ganz Deutschland, u. a. in Frankfurt, Köln, München, Berlin, Bremen, Hannover und Stuttgart. Kerngeschäftsfelder des Unternehmens sind Private Banking, Corporate & Investment Banking und Asset Management. Kernzielgruppen sind vermögende Privatkunden, Stiftungen, Unternehmen und institutionelle Investoren.
Die M. M. Warburg & CO ist eine Tochtergesellschaft der Finanzholding-Gesellschaft M. M. Warburg & CO Gruppe GmbH. Zum Konzern gehören des Weiteren das Bankhaus Marcard, Stein & Co  sowie die Fondsgesellschaft Warburg Invest KAG und das Analysehaus Warburg Research GmbH.

## Geschichte

### 1798–1871

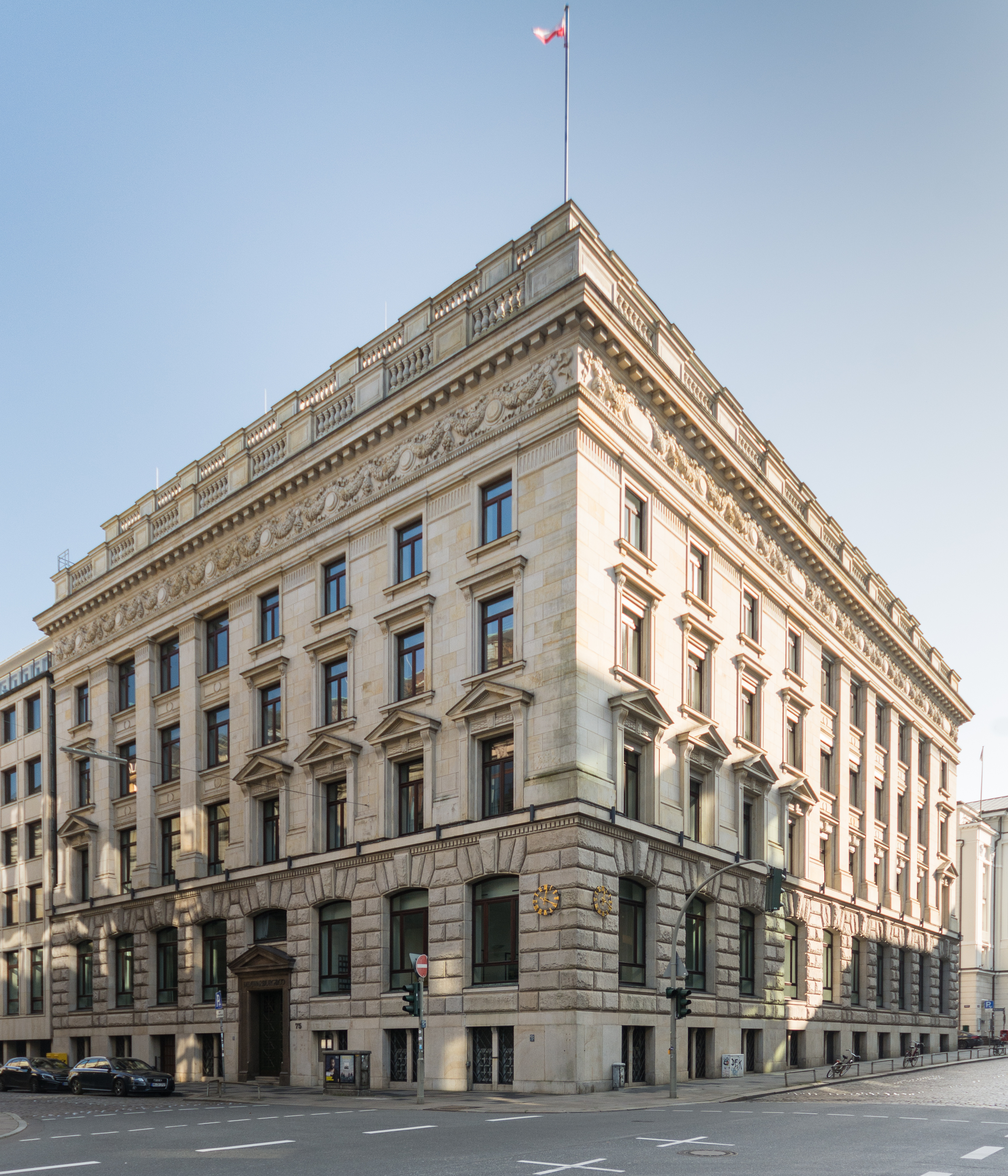
Hauptsitz der M. M. Warburg & CO in der Ferdinandstraße 75 in Hamburg

Moritz M. Warburg (1838–1910)

Die Geschichte des Bankhauses begann mit dem bereits in sechster Generation als Pfand- und Geldleiher wirkenden Gumprich Marcus Warburg (1727–1801), dessen Vorfahren 1668 aus der westfälischen Hansestadt Warburg nach Altona in die Nähe Hamburgs gezogen waren. Gumprich Marcus Warburg übertrug seinen Söhnen Moses Marcus Warburg (1763–1830) und Gerson Warburg (1765–1825) im Jahr 1797 sein Unternehmen. Die Brüder gründeten am 1. Januar 1798 das Bankhaus M. M. Warburg & Co. im damals noch zum dänischen Herzogtum Holstein gehörenden Altona.
Im Jahre 1810 wurde erstmals ein Gesellschaftervertrag für die M. M. Warburg & Co. aufgesetzt. Im Jahre 1830 starb Bankgründer Moses Marcus Warburg. Abraham Samuel Warburg (1798–1856), der Ehemann seiner Tochter Sara Warburg, übernahm das Bankhaus und wählte als neuen Partner seinen Vetter Elias Warburg, der bereits 1837 aus unbekannten Gründen wieder aus der Bank ausschied. Nachdem Abraham Samuel Warburg 1856 verstorben war, leitete seine Witwe Sara bis 1864 als Alleininhaberin die Geschäfte von M. M. Warburg & Co. Saras Tochter Rosa (1833–1908) heiratete Paul Schiff, den geschäftsführenden Bankdirektor der von Salomon Rothschild gegründeten Wiener Credit-Anstalt. Diese familiären Bande halfen Sara Warburg und dem Bankhaus Warburg bei der Bewältigung der durch den Krimkrieg ausgelösten existentiellen Krise der Hamburger Wirtschaft: Am Ende des Krimkriegs stürzten die Rohstoffpreise ins Bodenlose, was zum Bankrott zahlreicher amerikanischer Banken und Eisenbahngesellschaften führte. Die Panik schlug Wellen bis zur Hamburger Börse. Als auch hier Banken und Handelshäusern der Konkurs drohte, versuchte der Hamburger Senat zunächst vergeblich, in Berlin, Paris und anderen Finanzmetropolen Stützungsanleihen aufzulegen. Schließlich bekam Paul Schiff im November 1857 vom österreichischen Finanzminister den Auftrag, Hamburg eine entsprechende Anleihe zu gewähren. Österreich und die Wiener Credit-Anstalt schickten am 13. Dezember 1857 einen Zug voll Silberbarren in die Hansestadt, woraufhin sich die Unsicherheit an den Finanzmärkten schlagartig beruhigte und das Chaos beendet wurde. Das Bankhaus Warburg gewann durch diese auf persönlichen Beziehungen beruhende Rettungsaktion erheblich an Ansehen. Der hamburgische Staat erkannte die große Bedeutung der Auslandskontakte der Warburgs, die fortan stärker in die Finanzgeschäfte des Stadtstaates involviert wurden.
Sara Warburg übertrug ihren rivalisierenden Söhnen Siegmund Warburg und Moritz M. Warburg Führungsaufgaben in der familieneigenen Bank. Der etwas ältere Siegmund wurde 1859 Teilhaber, Moritz 1862. 1863 ersetzte die Firma den ursprünglichen Titel Geldwechsler durch die Bezeichnung Bankier- und Geldwechselgeschäft. Obwohl die Bank nur zehn Angestellte hatte, führte sie weltweit Devisen- und Wechselgeschäfte mit großen Handelshäusern und Banken durch. Zudem wuchs das lukrative Emissionsgeschäft stetig. 1864 schied Sara Warburg aus der Bank aus und übertrug die Geschäfte des Finanzinstituts endgültig auf ihre beiden Söhne. Siegmund hatte bis zu seinem Tod 1889 die unbestrittene Vormachtstellung in der Bank, der Einfluss von Moritz blieb überschaubar. 1864 heiratete Moritz Warburg die Frankfurter Juwelierstochter Charlotte Esther Oppenheim (1842–1921). Daraus entstanden Beziehungen zu den führenden Frankfurter Bankhäusern, insbesondere zum Bankhaus Moritz B. Goldschmidt. Diese Zweckheiraten trugen maßgeblich zur Ausdehnung des Geschäftsbereichs der M. M. Warburg & Co. bei.
Unter Siegmunds Leitung zog die Bank 1868 standesgemäß von der Hermannstraße 47 in den neuen Hauptsitz in die Ferdinandstraße 75, einem Stadtpalais im Stil der florentinischen Renaissance nahe der Binnenalster, mit Rathaus und Börse in fußläufiger Entfernung. Die Bank befand sich damit in unmittelbarer Nähe zu den Kontoren der Großreeder und Überseekaufleute. Bei jeder sich bietenden Gelegenheit kaufte das Bankhaus umliegende Grundstücke auf, bis man in der Gegend rund um den Hauptsitz zwei komplette Straßenfronten besaß. 1911 wurde das Haus in der Ferdinandstraße 75 abgerissen und am selben Platz der bis heute bestehende Hauptsitz des Unternehmens errichtet.

### 1871–1914

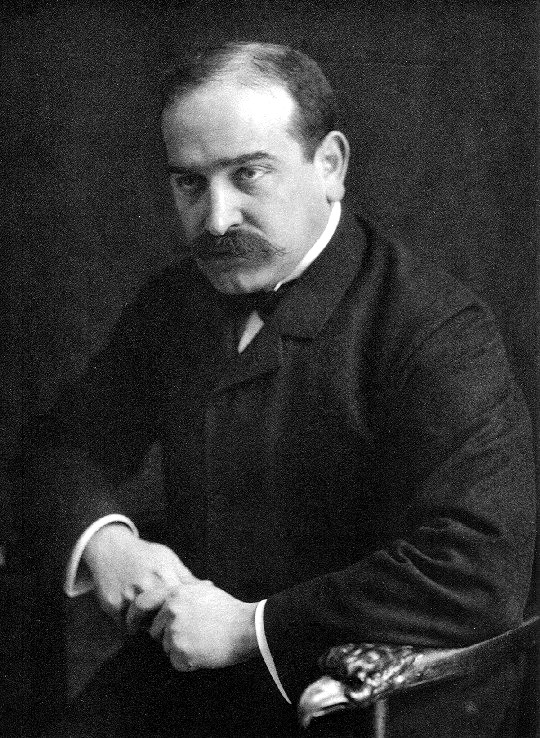
Max M. Warburg (1867–1946)

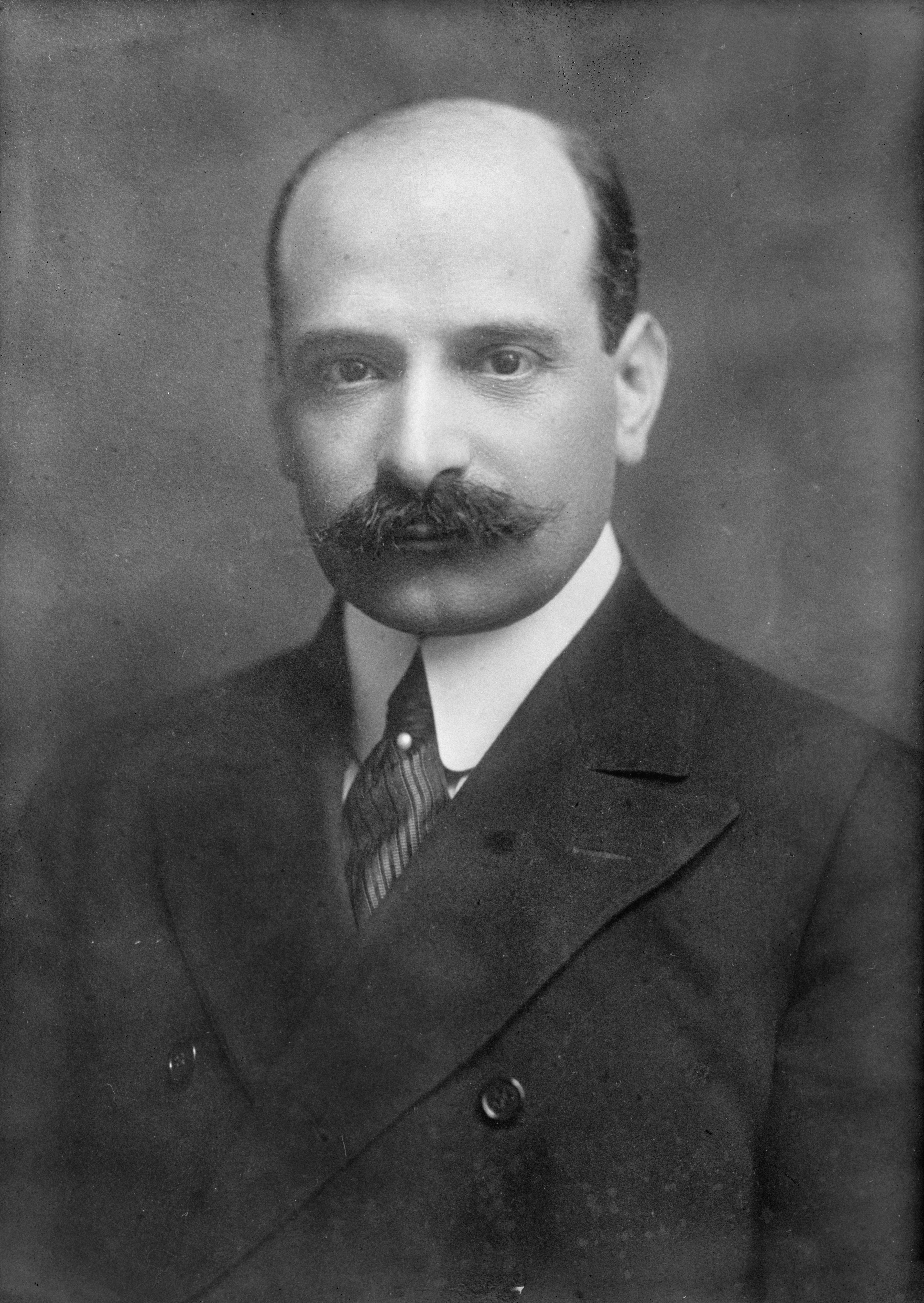
Paul M. Warburg (1868–1932)

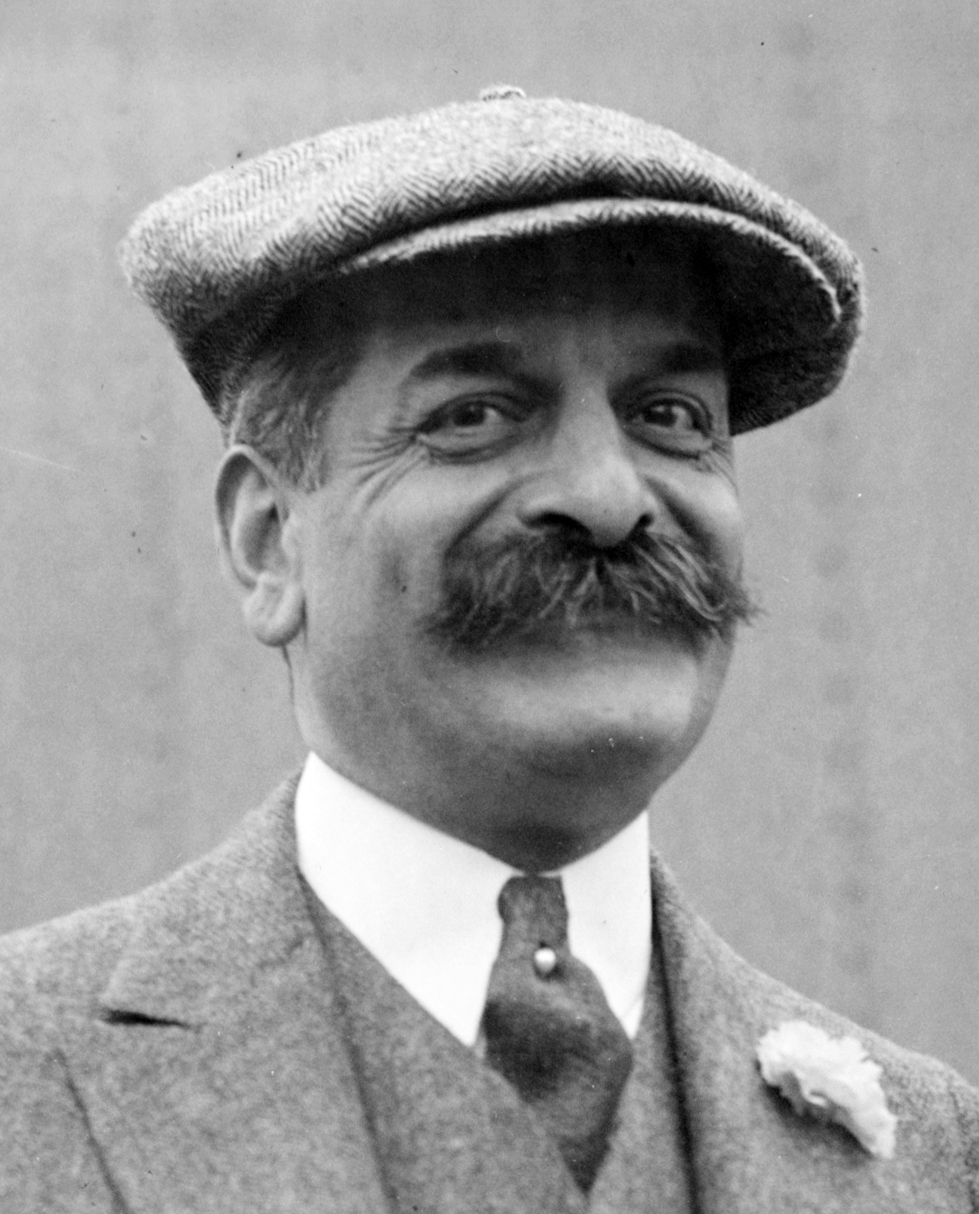
Felix M. Warburg (1871–1937)

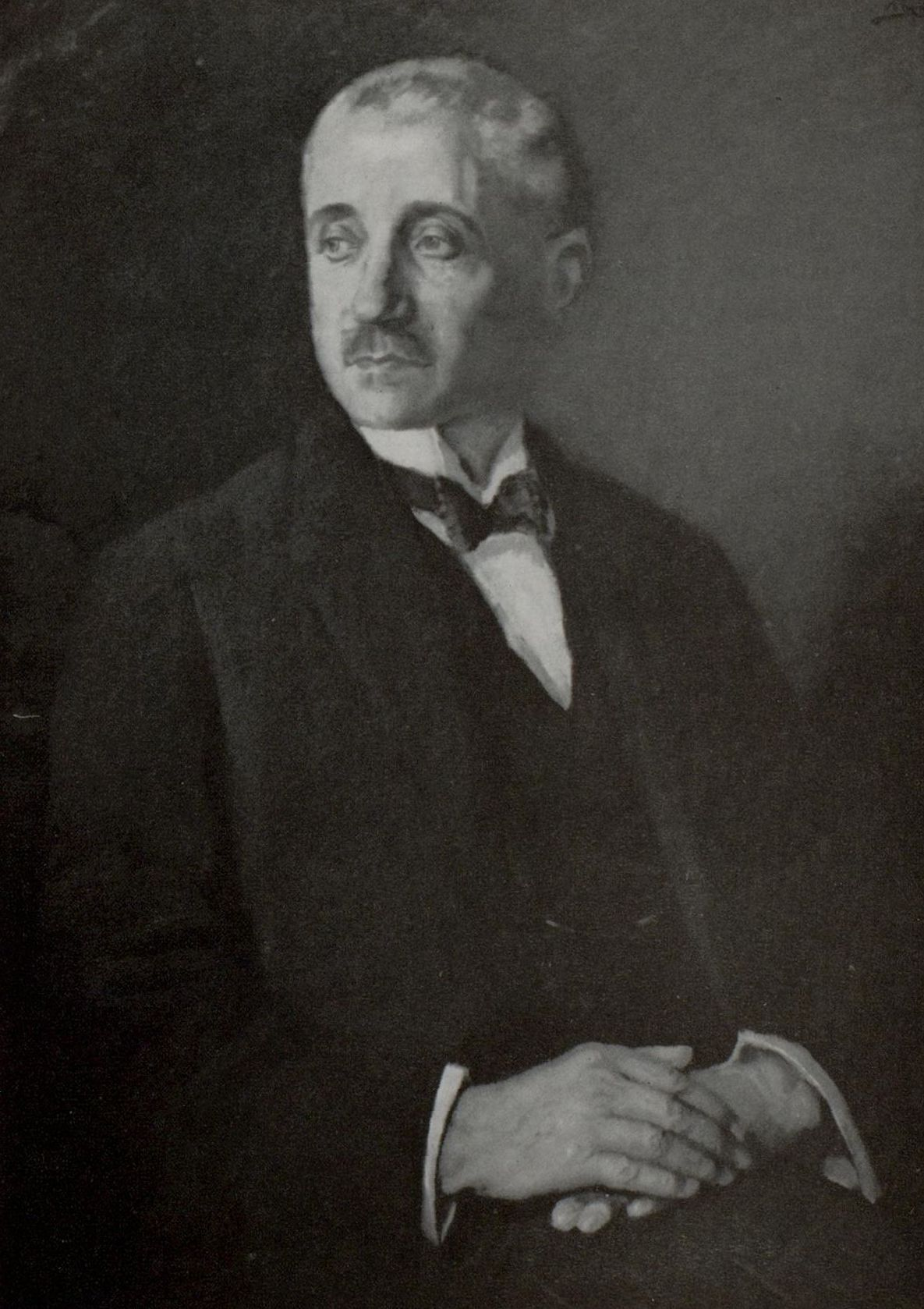
Carl Melchior (1871–1933) wurde 1917 als erstes Nichtmitglied der Fam. Warburg zum Gesellschafter der Bank

Der weitere Aufstieg der Warburg-Bank fiel zeitlich mit den Ereignissen zusammen, die 1871 zur Errichtung des Deutschen Kaiserreichs führten. Seit der Mitte des Jahrhunderts, insbesondere aber nach dem Deutsch-Französischen Krieg 1870–1871 nahm die deutsche Wirtschaft einen enormen Aufschwung. Der Geldbedarf der in der Gründerzeit entstehenden neuen Industrieunternehmen konnte durch die Privatbankiers nicht mehr gedeckt werden. Daher vervielfachte sich die Zahl der Aktiengesellschaften und die Warburg-Bank stieg in den Wertpapierhandel ein. Mit Unterstützung der Pariser Rothschild Frères wurde sie an der zweiten Anleihe beteiligt, die Frankreich aufnehmen musste, um die im Frieden von Frankfurt vereinbarten Reparationszahlungen in Höhe von fünf Milliarden Franc an Deutschland leisten zu können. Für die Bankiers bedeutete dies einen Gewinn von gigantischem Ausmaß.
Wichtigste Partnerbanken neben den Rothschildhäusern waren zu dieser Zeit die Stern Bros. in London mit ihren Zweigniederlassungen in Frankfurt und Paris, das Bankhaus Bischoffsheim & Goldschmidt in London, Paris und Brüssel, das Bankhaus S. Bleichröder in Berlin sowie L. Behrens & Söhne in Hamburg.
Mit Max Moritz Warburg und seinem jüngeren Bruder Paul Moritz Warburg aus der Linie der Mittelweg-Warburgs bekam die Bank zwei neue Teilhaber aus der vierten Generation der Familie. Vor allem das Wirken von Max M. Warburg beeinflusste die Geschichte der Bank nachhaltig. Nach Lehrjahren ab 1887 bei J. Dreyfus & Co. in Frankfurt, Wertheim & Gompertz in Amsterdam, Banque Impériale Ottomane in Paris und N M Rothschild & Sons in London trat Max M. Warburg 1891 als Prokurist in das Hamburger Familienunternehmen ein.
M. M. Warburg & Co. verdiente an der Finanzierung von Eisenbahnlinien in den Vereinigten Staaten, die ihnen Kuhn, Loeb & Co. in New York vermittelte. Jacob Schiff, aus Frankfurt stammender Teilhaber dieser Bank, war 1871 Lehrling bei Warburg gewesen. Durch die eingeheiratete Familie Günzburg beteiligte sich die Warburg-Bank am Verkauf von Obligationen der Großrussischen Eisenbahn-Gesellschaft und von Anteilen an der Diamantmine Bultfontein in Südafrika und verkaufte russische, norwegische, chinesische und hamburgische Staatsanleihen.
1893 wurde Max M. Warburg Teilhaber von M. M. Warburg & Co. Zu dieser Zeit entwickelte er eine enge geschäftliche und persönliche Beziehung zu dem mit ihm verwandten Hamburger Reeder Albert Ballin und dessen weltgrößter Fracht- und Passagierreederei HAPAG. Während M. M. Warburg & Co. Ballins HAPAG ab 1901 als Teil eines Bankenkonsortiums finanzierte und Max M. Warburg in den Aufsichtsrat der HAPAG aufstieg, wurde Ballin Patenonkel von Max M. Warburgs Sohn Erich Hermann M. Warburg. Auf Ballins Initiative wurde Max M. Warburg auch Aufsichtsrat bei der Hamburger Großwerft Blohm & Voss und damit zu einem maßgeblichen Mann in der deutschen Schifffahrtsindustrie. Zudem verband Warburg und Ballin ihre Tätigkeit als Berater des deutschen Kaisers Wilhelm II. In der wilhelminischen Epoche wandte sich das Bankhaus verstärkt nationalen und internationalen Emissionsgeschäften zu und vollzog unter Max M. Warburg als Seniorchef den Eintritt in die internationale Politik und Finanzwelt.
Der wirtschaftliche Erfolg der Warburg-Bank wurde weiter gefördert durch Max M. Warburgs patriotische Verbundenheit mit der deutschen Regierung um Kaiser Wilhelm II. Als liberaler Imperialist unterstützte Warburg die kolonialen Unternehmungen des deutschen Kaiserreichs und beteiligte sich an der Gründung des Hamburgischen Kolonialinstituts. 1904 wirkte M. M. Warburg & Co. an einer Anleihe der Deutschen Bank für das Osmanische Reich zur Finanzierung der Bagdad-Bahn mit. 1905 ließ sich Max M. Warburg vom Auswärtigen Amt zur Beteiligung an einer Intrige in Liberia verleiten, die zur Folge hatte, dass der größte Teil des Liberiahandels in deutsche Hände gelangte. 1905 wurde die Bank in das prestige- und gewinnträchtige Reichsanleihenkonsortium aufgenommen, den engsten Kreis von etwa fünfzig Repräsentanten der großen deutschen Finanzhäuser. Das Bankhaus wetteiferte mit der ebenfalls weltweit agierenden Deutschen Bank um den ersten Platz bei der Ausgabe von Wertpapieren. In Hamburg selbst war M. M. Warburg & Co. an der Finanzierung wesentlicher Bauten der Verkehrsinfrastruktur beteiligt: 1906 am Hamburger Hauptbahnhof, 1907 am Bau des Elbtunnels, 1908 am Bau der Mönckebergstraße mit der neuen U-Bahn und an den 1909 eingeweihten St. Pauli-Landungsbrücken. Max M. Warburg galt als bestens vernetzt in Wirtschaft und Politik und knüpfte direkte Verbindungen zu ausländischen Regierungen. Die Bilanzsumme der Bank verdreifachte sich von 47 Millionen Mark im Jahre 1900 auf 127 Millionen Mark im Jahre 1914. Die Teilhaber an der Warburg-Bank, Max M. Warburg, Fritz M. Warburg, Aby S. Warburg und Paul M. Warburg, saßen in 19 Aufsichtsräten. Kurz vor Ausbruch des Ersten Weltkriegs befand sich das Bankhaus M. M. Warburg & Co auf einem Allzeithoch.

### 1914–1918
Der Erste Weltkrieg band Max M. Warburg und seine Bank noch enger an die Regierung des Deutschen Kaiserreichs. Zu Kriegsanfang lehnte Max M. Warburg das Angebot ab, als deutscher Botschafter nach Washington zu gehen. Eine zunehmend wichtige Rolle in der Arbeit der Bank spielten jetzt Kriegsanleihen. M. M. Warburg & Co. hatte infolge des Krieges mehr mit Staatsunternehmen als mit Privatfirmen zu tun. Max M. Warburg wurde 1915 in den Beirat des Kriegsernährungsamtes berufen. In Zusammenarbeit mit Albert Ballin organisierte M. M. Warburg & Co. die Einfuhr von Nahrungsmitteln aus dem Ausland, stellte Devisen zur Verfügung und leistete Vorauszahlungen.
Der Kriegseintritt der Vereinigten Staaten am 6. April 1917 war für die in Deutschland und den USA lebenden Warburgs eine familiäre und geschäftliche Katastrophe. Der in den USA lebende Felix M. Warburg musste seine Teilhaberschaft an M. M. Warburg & Co. abgeben, die er 1914 von seinem Bruder Paul M. Warburg übernommen hatte, als dieser ins Amt des stellvertretenden Vorsitzenden der Federal Reserve berufen wurde. Erstmals in der 120-jährigen Geschichte der M. M. Warburg & Co. wurde 1917 mit dem firmenintern sehr geschätzten Carl Melchior ein Gesellschafter aufgenommen, der nicht zur Familie Warburg gehörte.

### 1918–1933
Nach dem Ende des Ersten Weltkriegs und der Gründung der Weimarer Republik führten teils bürgerkriegsähnliche Auseinandersetzungen und die Hyperinflation der Jahre 1922/1923 zu einer politischen Radikalisierung und nicht zuletzt zu einem Aufschwung des Antisemitismus. Sowohl in Deutschland als auch in den USA gerieten die M. M. Warburg & Co., Max M. Warburg sowie Paul M. Warburg und die US-Zentralbank in den Fokus antisemitischer Verschwörungstheorien. Da Mitglieder der Familie Warburg zudem Staatsangehörige verschiedener Länder waren, eigneten sie sich als Projektionsfläche für Hassphantasien über ein internationales „Weltjudentum“, das vorgeblich die Weltherrschaft anstrebe. Die Warburgs wurden sowohl als Drahtzieher an der Wall Street wie als geheime Handlanger russischer Revolutionäre wie Leo Trotzki verleumdet. Im Sommer 1922 waren die Teilhaber von M. M. Warburg & Co. aus Angst vor Attentaten dazu übergegangen, nur noch in gepanzerten Autos mit vergitterten Scheiben und von Polizeieskorten begleitet zur Arbeit zu fahren.
1924, als die deutsche Währung durch die Einführung der Rentenmark wieder stabilisiert worden war, beschäftigte M. M. Warburg & Co. in der Hamburger Ferdinandstraße 358 Mitarbeiter. Der Dawes-Plan vom August 1924 hatte weitreichende Konsequenzen für die Bank. Da Deutschland nun der größte Schuldner und Amerika der größte Gläubiger der 1920er Jahre war, nahm die Warburg-Bank im transatlantischen Finanzwesen erneut eine Schlüsselrolle ein. Paul M. Warburg hatte mittlerweile in New York die International Acceptance Bank (IAB) gegründet und versorgte im Zusammenspiel mit M. M. Warburg & Co. die deutsche Industrie mit Krediten. Über die Bankhäuser floss zusätzlich ausländisches Geld in Hamburger Staatsanleihen, mit dem unter anderem der Wiederaufbau der deutschen Handelsflotte und der HAPAG finanziert wurde.
In den 1920er Jahren erlebte die deutsche Industrie eine Konzentrationswelle, bei der riesige Konzerne und Kartelle entstanden. 1926 fusionierten Daimler und Benz zur Daimler-Benz AG. Im Jahr zuvor bildeten die Bayer AG, BASF, Agfa und fünf weitere Chemieunternehmen mit der I.G. Farben den größten Konzern des Landes, der ungeheure Mengen an Arzneimitteln, Stickstoff, Magnesium, Filmen und Farben produzierte. Als Max M. Warburg 1928 in den Aufsichtsrat der IG Farben berufen wurde, bekleidete er 27 Aufsichtsratsmandate. Alle Teilhaber der Bank zusammen hatten 1928 insgesamt 87 Aufsichtsratsmandate inne.
Bereits 1925 wurde Carl Melchior als einziges deutsches Mitglied in den Finanzausschuss des Völkerbundes berufen, was das Ansehen von M. M. Warburg & Co. weiter mehrte. 1929 wurden Ernst Spiegelberg aus der Bankiersfamilie Spiegelberg sowie Max M. Warburgs Sohn Erich M. Warburg Teilhaber der Bank. Es folgte 1930 Max M. Warburgs Neffe Siegmund G. Warburg. Damit wurde die Übergabe des Bankhauses an die fünfte Generation der Warburgs eingeleitet.
Um für das amerikanische Anleihegeschäft einen weiteren Stützpunkt in Europa zu haben, gründeten die Hamburger M. M. Warburg & Co. und die von Paul M. Warburg geschaffenen und geführten New Yorker Bankhäuser International Acceptance Bank und Bank of Manhattan Co., Vorgängerbank der Chase Manhattan, wenige Wochen vor dem Börsencrash 1929 das Bankhaus Warburg & Co. in Amsterdam. Über die Amsterdamer Vertretung nahmen die Warburgs am internationalen Emissions- und Effektenhandel teil. Geschäftsführer der Amsterdamer Niederlassung waren Erich M. Warburg, Ernst Spiegelberg und Leonard Keesing, der langjährige Prokurist von Kuhn, Loeb & Co. Im Beirat saßen Max M. Warburg (Vorsitzender), Paul M. Warburg (stellv. Vorsitzender) und Fritz M. Warburg.
Trotz der angespannten wirtschaftlichen Situation gelang es der Bank bis zum Schwarzen Donnerstag am 24. Oktober 1929, ihre Bilanzsumme zu erhöhen. Doch die nun einsetzende Weltwirtschaftskrise, die weitgehende Liquidation deutscher Wertpapiere durch Amerikaner, der Kurssturz deutscher Aktien, einsetzende politische Tumulte und die Kapitalflucht nach dem Wahlerfolg der NSDAP 1930 brachte auch die M. M. Warburg & Co. in Bedrängnis. Die Zahlungsunfähigkeit der Rothschildschen Wiener Creditanstalt im Mai 1931 verursachte zudem eine weitere Bankenkrise, die auf ganz Mitteleuropa übergriff. Die mit dem Zusammenbruch der von Jakob Goldschmidt geleiteten Darmstädter und Nationalbank (Danat) im Juli 1931 einsetzende Deutsche Bankenkrise spitzte die ohnehin angespannte Lage für viele weitere Banken zu, auch für die Warburg-Bank. Die amerikanischen Warburg-Brüder Felix M. Warburg und Paul M. Warburg mussten M. M. Warburg & Co. mit Krediten in Höhe insgesamt von 9,1 Millionen US-Dollar (kaufkraftbereinigt in heutiger Währung etwa 187 Millionen US-Dollar) stützen. In der Krise blieben die engen geschäftlichen Beziehungen mit Kuhn, Loeb & Co. und den Rothschild-Banken von überragender Bedeutung für M. M. Warburg & Co.
1933 war M. M. Warburg & Co. mit einem Kapital von 18 Millionen Reichsmark (kaufkraftbereinigt in heutiger Währung etwa 100 Millionen Euro) noch vor Mendelssohn & Co. die bedeutendste und größte Privatbank Deutschlands.

### 1933–1945
Nach der NS-Machtergreifung durch die Ernennung Adolf Hitlers zum Reichskanzler am 30. Januar 1933 entwickelte die M. M. Warburg & Co. gemeinsam mit dem Berliner Bankhaus A. E. Wassermann und der von Theodor Herzl gegründeten Anglo-Palestine Bank die Palästina-Treuhandstelle zur Beratung Deutscher Juden GmbH (Paltreu). Aufgabe dieser 1934 als Teil des Ha’avara-Abkommens geschaffenen und unter der Aufsicht des Auswärtigen Amts, des Reichswirtschaftsministeriums und der Reichsbank stehenden Treuhandgesellschaft war es, deutsche Juden zu beraten, die nach Palästina auswandern und einen Teil ihres Vermögens mitnehmen wollten. Ferner wurden über sie drei Viertel aller Finanztransfers abgewickelt, die für die Emigration deutscher Juden und den Export deutscher Waren nach Palästina im Rahmen des Ha’avara-Abkommens nötig waren. Bis zum Ausbruch des Zweiten Weltkriegs flossen so 140 Millionen Reichsmark durch die Warburg-Bank.
Unmittelbar nach der nationalsozialistischen Machtergreifung begann die Ausgrenzung und Entrechtung der deutschen Juden, deren Opfer auch die jüdische Familie Warburg und die von ihr geleitete Bank wurden. Innerhalb des Jahres 1933 nahm die Zahl der Kunden von 5241 auf 1875 ab und das Bankhaus wurde aus zahlreichen Wertpapierzusammenschlüssen ausgestoßen. Zum vorläufigen Niedergang des Bankhauses trugen aber nicht nur die Nationalsozialisten bei. Durch den Zahlungsaufschub für die Deutschland gewährten Kredite wurden internationale Zahlungsströme eingefroren. Außerdem litt die Bank immer noch unter dem Debakel von 1931. An ein und demselben Tage starben am 30. Dezember 1933 die beiden Teilhaber Carl Melchior und Aby S. Warburg. Im Januar 1934 emigrierte Siegmund G. Warburg nach London und eröffnete dort das Bankhaus S. G. Warburg & Co., später S. G. Warburg International Holdings Ltd., geleitet von dem zuvor bei C. G. Trinkaus (1954–1958), bei der KKB Kundenkreditbank KG. a. A. (1958–1964) und bei Klöckner & Co (1964–1970) sowie ab 1971 bei M. M. Warburg-Brinckmann tätigen Kaufmann und Bankier Hans-Dieter Sandweg. Im Sommer 1938 emigrierte Erich M. Warburg nach New York und gründete in den Büros von Kuhn, Loeb & Co. die Investmentbank E.M. Warburg & Co.
Anfang 1933 hatten die Teilhaber von M. M. Warburg & Co. 108 Aufsichtsratsmandate in deutschen Wirtschaftsunternehmen inne. 1936 waren es noch 98, von denen bis 1938 80 verloren gingen. Makabre Haupttätigkeit im Jahr 1937 war die Übernahme der Kunden von bereits arisierten jüdischen Banken wie dem Bankhaus S. Bleichröder, J. Dreyfus & Co. und 200 weiteren Privatbanken. M. M. Warburg & Co. war eine der letzten Vertrauensbanken für die jüdische Geschäftswelt. Im September 1937 teilte Reichsbankpräsident Hjalmar Schacht Max M. Warburg bei einem Gespräch in Berlin mit, die Bank nicht länger im Reichsanleihen-Konsortium halten zu können. Daraufhin entschloss sich Max M. Warburg, die Bank mit Hilfe von Freunden wie Franz Schütte und Konsul Dubbers in Bremen und Mitgliedern der Familie Nottebohm und Laeisz in Hamburg in eine Kommanditgesellschaft (KG) umzuwandeln. Rudolf Brinckmann, langjähriger loyaler Generalbevollmächtigter der M. M. Warburg & Co., und der Hamburger Geschäftsfreund Johann Jacob Paul Wirtz übernahmen 1938 die Bank. Ende Mai 1938 verabschiedete sich Max M. Warburg mit einer bewegenden Rede von seinen Mitarbeitern und emigrierte im August 1938 in die USA. Die stillen Beteiligungen, die Mitglieder der Familie Warburg weiterhin an der Bank hielten, wurden bei Kriegsausbruch 1939 beschlagnahmt. Am 27. Oktober 1941 musste das Bankhaus auf Anweisung der Regierung in Brinckmann, Wirtz & Co. umfirmieren. Rudolf Brinckmann und Johann Paul Wirtz steuerten die Bank nicht ohne Gefahr für sich selbst durch die dunklen Jahre des Krieges.

### 1945–2015

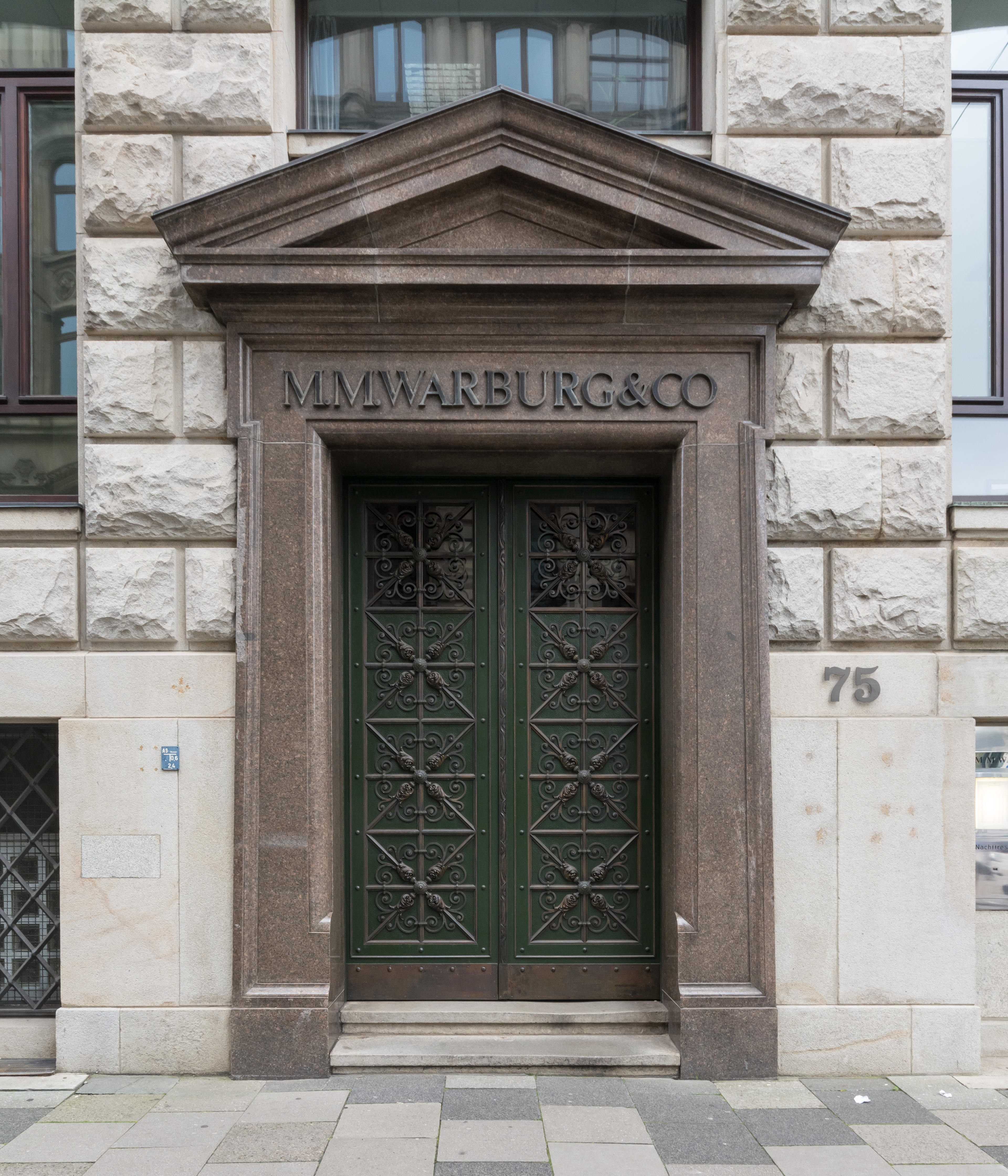
Eingangsportal des 1911 erbauten Hauptsitzes der M. M. Warburg & CO in der Ferdinandstraße 75 in Hamburg

Wenige Tage nach der deutschen Kapitulation 1945 kehrte Erich M. Warburg, mittlerweile amerikanischer Staatsbürger, am 11. Mai 1945 als Lt. Col. Eric M. Warburg, Oberster Offizier des Nachrichtendienstes der United States Army Air Forces, in das britisch besetzte Hamburg zurück. In der Folge erhielten die Teilhaber der M. M. Warburg & Co. ihre eingefrorenen Vermögen zurück. Der 1938 ins amerikanische Exil emigrierte Firmenpatriarch Max M. Warburg starb am 26. Dezember 1946 in New York.
1949 wurde durch Abschluss eines Rückerstattungsvergleichs die von Eric M. Warburg vertretene Familie Warburg wieder Gesellschafter der Bank. 1956 trat er als Komplementär bei Brinckmann, Wirtz & Co. ein. Anfang 1957 wurde Friedrich Priess neben Eric M. Warburg und Rudolf Brinckmann dritter persönlich haftender Komplementär. 1969 wurde die inzwischen stark gewachsene Bank zu M. M. Warburg-Brinckmann, Wirtz & Co. (mit Sitz in Hamburg und ihrem Präsidenten Hans-Dieter Sandweg) umfirmiert und trug damit erstmals seit dem Zweiten Weltkrieg wieder den Namen der Warburgs. Max M. Warburg Jr. aus der 6. Generation der Warburg-Familie trat 1978 als Direktor Sales & Trading in die Bank ein und wurde 1982 Partner. 1986 trat Christian Olearius als Komplementär in die Bank ein und baute in den folgenden Jahren seinen Anteil immer weiter aus. Mit Stand März 2018 halten die Familien der Hauptgesellschafter Max M. Warburg Jr. und Christian Olearius mehr als 80 % der Anteile an M. M. Warburg & CO.
Nach der Wiedervereinigung Deutschlands nahm die Bank 1991 wieder ihren ursprünglichen Namen M. M. Warburg & CO an. Das „O“ in M. M. Warburg & CO wird seither groß geschrieben, da „CO“ als Namenskürzel für Christian Olearius steht.
Um die Jahrtausendwende wuchs unter der Unternehmensführung von Olearius die M. M. Warburg & CO durch die Übernahme zahlreicher deutscher Privatbanken stark an. 1997 wurden zunächst das größte niedersächsische Privatbankhaus Hallbaum aus Hannover und 1998 die traditionsreiche Hamburger Privatbank Marcard, Stein & Co akquiriert. Es folgten 1999 die Übernahme der ältesten Bremer Privatbank Carl F. Plump & Co. und 2003 schließlich der Kauf der Berliner Privatbank Löbbecke. Hinzu kamen die Gründungen der ausländischen Tochtergesellschaften M. M. Warburg Bank AG (Schweiz) und M. M. Warburg & CO Luxembourg S.A., sowie mehrere Kapitalanlagegesellschaften. Ab 2009 gehörte die Schwäbische Bank mit Sitz in Stuttgart zur Warburg-Bankengruppe.
Die zunächst übernommenen Tochterunternehmen Bankhaus Hallbaum, Bankhaus Löbbecke, Bankhaus Carl F. Plump & CO und die Schwäbische Bank wurden 2016 mit der Muttergesellschaft verschmolzen und firmieren seitdem als Zweigniederlassungen von M. M. Warburg & CO.

### Ab 2016
Im Frühjahr 2018 erwarb die Warburg-Bank 75,1 % der Anteile an der NORD/LB Asset Management aus Hannover von der NORD/LB Norddeutsche Landesbank Girozentrale. Beide Banken bündelten ihre Asset-Management-Aktivitäten fortan in der Warburg Invest Holding. Im Juni 2019 übernahm Warburg die restlichen Anteile an der Holding und ist seitdem alleiniger Eigentümer der ehemaligen NORD/LB Asset Management. Diese firmiert mittlerweile als Warburg Invest. Mit einem betreuten Vermögen (Assets under Management and Administration) von mehr als 36 Milliarden Euro und rund 130 Mitarbeitern ist die Holding ein bedeutender Asset-Manager in Norddeutschland.
Seit 2016 stehen M. M. Warburg & CO und deren Verantwortliche im Zentrum staatsanwaltschaftlicher Ermittlungen zu illegalen Cum-Ex-Geschäften. Das Landgericht Bonn verurteilte die Bank zu einer Rückzahlung von 155 Millionen Euro für unrechtmäßig erhaltene Steuererstattungen.
Ein verantwortlicher Generalbevollmächtigter der Bank wurde zu einer mehrjährigen Haftstrafe verurteilt. Im Zuge möglicher politischer Einflussnahme führt zudem die Hamburgische Bürgerschaft  einen Parlamentarischen Untersuchungsausschuss, der klären soll, wieso das Hamburger Finanzamt auf weitere Steuernachforderungen in Höhe von rund 47 Millionen Euro von der Warburg-Bank verzichtete. Der von der Warburg-Bank zu verantwortende Steuerschaden soll knapp 280 Millionen Euro betragen.
Die Steuerschuld aus den Aktiengeschäften wurde 2020 aus dem Privatvermögen der Eigentümer bezahlt.
Im November 2019 gaben der Aufsichtsratsvorsitzende Christian Olearius sowie sein Stellvertreter Max Warburg Jr., beide Hauptgesellschafter der Bank, ihren Rücktritt zum Ende des Jahres bekannt. Grund hierfür soll Druck seitens der Bundesanstalt für Finanzdienstleistungsaufsicht (Bafin) gewesen sein im Zusammenhang mit der Teilnahme der Bank an dem Cum-Ex-Skandal.
Zuvor hatte die Wirtschaftsprüfungsgesellschaft Deloitte im Auftrag der Bafin einen Untersuchungsbericht vorgelegt, laut dem sich Olearius gemeinsam mit zwei Beschäftigten bei Cum-Ex-Aktiendeals der „besonders schweren Steuerhinterziehung“ schuldig gemacht und zudem gegen gesetzliche Vorschriften für die Führung von Banken verstoßen habe; die Bafin könne deshalb wohl verlangen, ihn als Aufsichtsrat bei Warburg abzuberufen.
Im September 2021 verließ Joachim Olearius als letztes verbliebenes Familienmitglied in der Unternehmensführung den Vorstand. Damit fand eine formale Trennung zwischen den Hauptgesellschaftern und der operativen Geschäftsführung statt.
Seit 2022 sind Markus Bolder und Stephan Schrameier Vorstände des Unternehmens. Aufsichtsratsvorsitzender ist Reiner Brüggestrat.
Im Februar 2024 gab die Bank die Migration ihres Kernbankensystems bekannt. Bis zum Jahr 2026 soll die gesamte Prozess- und IT-Systemlandschaft dem genossenschaftlichen Rechenzentrum der Atruvia AG angeschlossen werden.

## Skandale und Gerichtsverfahren

### Abacha-Skandal
Im Frühjahr 2000 wurde der Abacha-Skandal um den berüchtigten nigerianischen Militärdiktator Sani Abacha und seinen Familienclan publik, die mit Hilfe der M. M. Warburg & CO. große Summen illegal erworbener Staatsgelder ins Ausland verschoben hatten. Auf ein Rechtshilfegesuch Nigerias sperrten die Behörden insgesamt acht Konten des Familienclans bei der M. M. Warburg & CO. Luxembourg S.A. mit einer Gesamtsumme von 1,31 Milliarden D-Mark (rund 670 Millionen Euro). Des Weiteren flossen über die Schweizer M. M. Warburg & CO.-Filiale in Zürich Bestechungsgelder des Essener Anlagebauers Ferrostaal in Höhe von 300 Millionen D-Mark an den Abacha-Clan. Mehrere hauptverantwortliche Warburg-Manager verloren im Zuge des Skandals ihren Posten bei den seinerzeit noch existierenden Niederlassungen in Luxemburg und der Schweiz.

### Falschberatung bei Schiffsfonds
M. M. Warburg & CO bot bis zum Jahr 2010 Schiffsfonds an, die über komplex konstruierte Vertriebs- und Beteiligungsgesellschaften wie Vigor und Atalanta abgewickelt wurden. Für die stark risikobehafteten Vertragsabschlüsse mit Anlegern kassierte die Bank hohe, teils zweistellige Provisionen. 2015 bestätigte der Bundesgerichtshof in Karlsruhe ein Urteil gegen M. M. Warburg & CO, wonach einem geschädigten Kunden die von ihm in den Schiffsfonds MT „MARGARA“ investierten 50.000 Euro plus Zinsen zurückzuzahlen waren. Das Gericht verurteilte die Bank „wegen fehlerhafter Beratung zur Leistung von Schadensersatz“, da M. M. Warburg & CO eine „ganz erhebliche Provision, und damit einen echten, aufklärungspflichtigen Kick-back bezogen“ habe.

### Cum-Ex-Skandal
Seit 2016 steht die Bank aufgrund der Teilnahme an kriminellen Cum-Ex-Geschäften in der Kritik. Dabei erhielten Warburg und andere Banken durch mehrfache Steuererstattungen unberechtigterweise Millionen an Steuerrückzahlungen, obwohl nur einmal Steuern gezahlt worden waren. Der allein von der M. M. Warburg & CO verursachte Steuerschaden soll knapp 280 Millionen Euro betragen. Die Warburg Bank zahlte bis zum Jahresende 2020 alle geforderten Steuern zurück.
Bereits im Januar 2016 wurden durch die Steuerfahndung die Räume der Bank durchsucht. Bei den Ermittlungen zu den Cum-Ex-Geschäften wurde die Warburg-Bank im Oktober 2016 von den Hamburger Steuerbehörden informiert, dass die Bescheide für die Jahre 2009 bis 2011 zum Nachteil der Bank korrigiert werden müssen. Das zuständige Finanzamt verzichtete aber zunächst auf eine Rückforderung. Am 8. November 2017 erließ der kommissarische Bundesfinanzminister Peter Altmaier eine Weisung an die Hamburger Finanzbehörde, wegen der drohenden Verjährung nicht auf die Rückzahlung zu verzichten. Da sich die Hamburger Behörde widersetzte, bekräftigte der Bundesminister am 1. Dezember seine Weisung. Erst Anfang 2018 forderte sie die bereits im Steuerbescheid festgestellte Summe von 43 Millionen Euro zuzüglich 13 Millionen Euro Zinsen zurück. Gegen den Bescheid ging Warburg auf dem Rechtsweg vor. Im März 2018 durchsuchten Steuerfahnder erneut die Bank sowie private Immobilien der Hauptgesellschafter Christian Olearius und Max Warburg, die auch privat Cum-Ex-Geschäfte tätigten. Im Januar 2019 wurde bekannt, dass die Bank im Dezember 2018 beim Landgericht Frankfurt am Main Klage gegen die Deutsche Bank eingereicht hat. Diese habe es bei großen Aktiengeschäften („Cum Ex“) jahrelang „pflichtwidrig“ unterlassen, fällige Steuern einzubehalten und an die Finanzämter abzuführen, so die Klageschrift. Die Deutsche Bank wies alle Vorwürfe zurück.
Im März 2020 wurde die Bank vom Landgericht Bonn verurteilt, 176 Millionen Euro an Kapitalertragsteuer zurückzuzahlen, die sie im Rahmen der Cum-Ex-Geschäfte zu Unrecht erhalten hatte. M. M. Warburg & CO legte dagegen Revision ein. Einen Monat später forderte auch die Stadt Hamburg 160 Millionen Euro zurück. Am 14. Januar 2021 gab Warburg bekannt, wegen der Cum-Ex-Aktiengeschäfte für 2007 bis 2011 festgesetzte Steuern in Höhe von 155 Millionen Euro an das Finanzamt für Großunternehmen überwiesen zu haben, womit die gerichtlich angeordnete Einziehung der Steuern erledigt sei.
Am 6. November 2020 nahm ein Untersuchungsausschuss der Hamburgischen Bürgerschaft seine Arbeit zur Klärung der Frage auf, warum der Hamburger Senat und die Hamburger Steuerverwaltung bereit waren, im Hinblick auf die Cum-Ex-Geschäfte Steuern in Millionenhöhe verjähren zu lassen und inwieweit es dabei zur Einflussnahme zugunsten der Warburg-Bank und zum Nachteil der Hamburgerinnen und Hamburger kam.
Im Juni 2021 wurde der ehemalige Generalbevollmächtigte von M. M. Warburg & CO von der 12. Großen Strafkammer des Landgerichts Bonn wegen schwerer Steuerhinterziehung zu einer Haftstrafe von fünf Jahren und sechs Monaten zuzüglich 100.000 Euro Geldstrafe verurteilt, laut Handelsblatt ein Urteil mit „Signalwirkung für die gesamte Finanzbranche“. Die Staatsanwaltschaft hatte eine Haftstrafe von zehn Jahren, die Verteidiger Freispruch gefordert. In der Summe der einzelnen als strafbar bewerteten Handlungen war das Landgericht sogar auf eine tat- und schuldangemessene Gesamtfreiheitsstrafe von 20 Jahren gekommen, da es dem Angeklagten besonders schwere Steuerhinterziehung von 2007 bis 2011 vorwarf und gemäß der hinterzogenen Summen für jeden einzelnen Fall bereits über vier Jahre (bis auf 2011) veranschlagt hatte; allerdings nahm die Kammer zugunsten des Angeklagten an, dass er in Mittäterschaft gehandelt habe und reduzierte die Gesamtstrafe auch aufgrund seines Alters auf fünf Jahre und sechs Monate. Gegen dieses erste Urteil im Rahmen der Cum-Ex-Aufarbeitung legte der Angeklagte Revision beim Bundesgerichtshof ein, die im April 2022 verworfen wurde. Auch eine ebenfalls beim BGH eingelegte Verfahrensrüge wurde vom Senat im Juli 2022 ablehnend beschieden. Eine Verfassungsbeschwerde beim Bundesverfassungsgericht, die sich gegen einen Vorsitzenden Richter im Verfahren wandte, der bereits vorher Cum-Ex-Prozesse geleitet und deswegen diesen Prozess nicht unvoreingenommen geführt habe, hatte ebenfalls keinen Erfolg.
Auch gegen die inzwischen pensionierte Leiterin des Hamburger Finanzamts für Großunternehmen, die die Steuerschuld der M. M. Warburg & CO in Höhe von knapp 47 Millionen verjähren ließ, wird ermittelt. Im September 2021 ließ die Staatsanwaltschaft Köln Privatwohnungen und Räume der Hamburger Finanzbehörde durchsuchen. Die Ermittlungen wegen Begünstigung der Warburg-Bank richteten sich neben der Finanzbeamtin auch gegen die SPD-Politiker Johannes Kahrs und Alfons Pawelczyk.
Am 12. Januar 2022 legte der ehemalige Geschäftsführer einer Warburg-Tochter in Luxemburg während eines Verfahrens vor dem Landgericht Bonn überraschend ein Geständnis ab. Er gilt als der erste geständige Cum-Ex-Akteur der Warburg-Gruppe. Am 9. Februar 2022 wurde er wegen Steuerhinterziehung zu 3 Jahren und 6 Monaten Haft verurteilt.
Am 4. April 2023 kündigte die CDU/CSU-Bundestagsfraktion zu den Vorgängen rund um die Cum-Ex-Geschäfte der Warburg-Bank einen Parlamentarischen Untersuchungsausschuss gemäß Art. 44 GG an. Die Linke zeigte sich ebenfalls offen für die Forderung. Laut Antragsentwurf soll sich der Untersuchungsausschuss vor allem mit der Rolle des inzwischen zum deutschen Bundeskanzler aufgestiegenen SPD-Politikers Olaf Scholz als Hamburger Bürgermeister und Bundesfinanzminister bei der steuerlichen Behandlung der Cum-ex-Geschäfte der Hamburger Warburg-Bank befassen.
Im April 2023 ließ das Landgericht Bonn eine Anklage der Kölner Staatsanwaltschaft gegen Christian Olearius zu. Sie legt ihm 15 Fälle der besonders schweren Steuerhinterziehung zwischen 2006 und Ende 2019 zur Last, die er gemeinsam mit anderen Beteiligten begangen haben soll. Zwei Fälle seien im Versuchsstadium geblieben. Das Gericht ließ die Anklage in 14 Fällen zu. Der Prozess gegen Dr. Christian Olearius wurde am 24. Juni 2024 aus gesundheitlichen Gründen eingestellt.